# Антисемитизм в Европе
Антисемитизм в Европе — враждебное отношение к евреям как этнической или религиозной группе на территории Европы.
Антисемитизм принимал многие формы с древних времен, большей частью возникнув в христианских и дохристианских цивилизациях Европы.
Беря своё начало в интеллектуальных и политических центрах Древней Греции и Римской империи, явление получило большую институционализацию в рамках европейского христианства, после распада древнего еврейского центра власти в Иерусалиме. В результате порой вынужденного разделение еврейского населения, проживающего в различных частях континента и ограничения участия в общественной жизни европейского общества.
В XX веке антисемитизм во время правления фашистских режимов, таких как нацистская Германия, привел к гибели и дислокации большинства еврейского населения Европы (см. Холокост).
После окончания холодной войны, Новый антисемитизм в Европе объединился и исходит от ультраправых, партии левых, а также от растущего мусульманского населения в европейских странах. Статистический анализ показывает, что 150 миллионов человек в Европе выражает «сильно антисемитские взгляды» или «демонизирует Израиль».

## В Средние века
Антисемитизм в Европе в средние века была в значительной степени под влиянием христианской веры, что еврейский народ несёт коллективную ответственность за смерть Иисуса, как сказано в Евангелии от Матфея
Когда Пилат увидел, что ничего не может сделать и что волнение в народе лишь нарастает, он взял воды, вымыл руки перед всем народом и сказал:
– Смотрите сами. Я же не виновен в крови Этого Человека.
И весь народ сказал:

– Кровь Его на нас и на наших детях!
Гонения против евреев были широко распространены во времена крестовых походов, начиная с 1095 г., когда много еврейских общин, особенно на Рейне и Дунае, были уничтожены.
Во многих случаях евреи были обвинены в ритуальном убийстве христианских детей в так называемом кровавом навете. Первый известный навет был рассказ Уильяма из Норвича (ум. 1144), убийство которого вызвало обвинения в ритуальном убийстве и пытках со стороны местных евреев.
Чёрная смерть которая опустошила Европу в XIV веке также послужила началом широкому преследованию. Во время ужасающего распространения чумы, евреи служили козлами отпущения и обвинялись в отравлении колодцев. В результате, многие еврейские общины в Западной и Центральной Европе были уничтожены в волне насилия между 1348 и 1350 гг. Например, около двух тысяч евреев были убиты путём сжигания в Страсбурге, в феврале 1349 г., на платформе Решение городского совета, прежде, чем чума достигла города. В Германии в общей сложности около 300 еврейских общин были уничтожены в течение этого периода, так как евреи были убиты или изгнаны.

## Холокост
Холокост был самым значительным событием в современной еврейской истории. Примерно шесть миллионов евреев были убиты нацистами, что составляло около 2/3 всех европейских евреев.
К началу 20-го века, евреи в Германии были наиболее интегрированы в Европе. Ситуация изменилась в начале 1930-х после немецкого поражения в Первой мировой войне и экономического кризиса 1929 года, произошедшего с подъёмом нацистов и их явно антисемитской программы. Дискриминационные высказывания, которые называли еврейских граждан «грязными евреями» стали обычным делом в антисемитских брошюрах и газетах. Кроме того, евреев обвиняли в поражении Германии в Первой мировой войне (см Легенда об ударе ножом в спину).
Антиеврейская пропаганда быстро распространялась. Нацистские карикатуры «грязных евреев» часто изображают грязного, физически непривлекательного и плохо одетого «талмудического» еврея в традиционных религиозных одеждах подобных тем, которые носили хасидские евреи. Статьи атакующие евреев, сосредоточившись на коммерческой и политической деятельности выдающихся еврейских лиц, также распространяли дезинформацию о еврейских религиозных обрядах (см Кровавый навет на евреев,Кровавый навет в России)
Антисемитская программа нацистов быстро распространилась за пределы разговора. Начиная с 1933 года, репрессивные законы были приняты против евреев, кульминацией которых стали Нюрнбергские законы, лишившие евреев большей части гражданских прав, на основе их расового, а не религиозного происхождения. Насилие против евреев получило широкое распространение с Хрустальной ночи беспорядков, во время которой были атакованы еврейские дома, предприятия и места вероисповедания, и убиты сотни евреев по всей Германии и Австрии. (см Хрустальная ночь)
С нацистского вторжения в Польшу в 1939 году и в начале Второй мировой войны нацисты начали окончательное решение евреев в Европе. Евреи были сконцентрированы в гетто, а затем отправлены в концентрационные лагеря и лагеря смерти, где они были убиты. На оккупированных территориях евреи СССР были убиты в массовом порядке эскадронами смерти с помощью местного населения. Позднее эта практика была заменена газовыми камерами в лагерях смерти, самый большой из них был Освенцим.

## После 1945 года
С окончанием Второй мировой войны в 1945 году, выжившие евреи начали возвращаться в свои дома, хотя многие предпочли эмигрировать в США, Великобританию, и контролируемую британцами Палестину. Антисемитизм нацистского режима принимал новые формы. Кровавый навет и преследования евреев продолжались, отчасти из-за страха, что возвращающиеся евреи будут пытаться вернуть собственность, украденную во время Холокоста или обнажить истинную природу помощи, оказываемой местным населением в ранее оккупированных нацистами территориях. Одним из примеров является погром в Кельце, который произошёл в 1946 году в Польше, когда граждане яростно напали на евреев, на основе ложного обвинения в похищении христианского ребёнка.
В послевоенный период также наблюдался рост антисемитских чувств в СССР. В 1948 году Сталин начал кампанию против «безродного космополита», в котором многочисленные идише поэты, писатели, художники и скульпторы были убиты или арестованы. Кроме того, в заговоре врачей выпущены в период между 1952 и 1953 годами, были арестованы и обвинены в попытке убийства ведущих лидеров партии ряд еврейских врачей. Были также предположения, сделанные современных историков, таких как Эдвард Радзинский, что Сталин планировал депортировать еврейское население СССР в изгнание в Казахстане или Сибири.
После создания Израиля и эскалации арабо-израильского конфликта, новый вид антисемитизма начал появляться в Европе как часть антиимпериалистической борьбы крайне левых. Критика против Израиля в качестве завоевателей имперской власти и солидарность между левыми и палестинской борьбой, привело к кажущейся связи между европейскими евреями и сионизмом. В некоторых случаях эта связь привела к нападениям на еврейские общины в Западной Европе. Одним из примеров является немецкие левые террористические группы «Революционные ячейки», члены которых участвовали в угоне рейса 139 Air France в 1976 году (операция Энтеббе), а также планируемое убийство главы еврейской общины Германии, Heinz Galinski и известного охотника за нацистами Симона Визенталя. В те годы антисемитские нападки со стороны различных неонацистских групп и расцвет антисемитских теорий заговора продолжались по всей западной Европе.

## XXI век
Антисемитизм значительно усилился в Европе с 2000 года, со значительным ростом словесных нападений на евреев и вандализма, таких как граффити, пожарные взрывы еврейских школ, осквернение синагог и кладбищ. Эти инциденты имели место не только во Франции и Германии, где антисемитские инциденты являются самыми высокими в Европе, но и в таких странах, как Бельгия, Австрия и Англия. В этих странах, физические нападения на евреев, включая избиения, ножевые ранения и другие виды насилия, заметно возросло, и в ряде случаев приводит к серьёзным травмам и даже смерти. Кроме того, Нидерланды и Швеция также имели стабильно высокие показатели антисемитских нападений с 2000 года. В 2015 году доклад Государственным департаментом США по вопросам свободы вероисповедания заявил, что «Европейские антиизраильские настроения перешли границу антисемитизма».
Этот рост антисемитских нападений связано с одной стороны с мусульманским антисемитизмом (описано ниже), а с другой стороны, с ростом крайне правых политических партий в результате экономического кризиса 2008 года. Количество антисемитских политических партий в европейских парламентах возросло с 1 до 3 в течение 2012 года, и исследование, проведенное в 10 европейских странах показало высокий уровень антисемитских настроений. В июне, нео-нацистская партия Греции, Золотая Заря, выиграла 21 мест в парламенте. В ноябре того же года в Украине радикальная партия Свобода (партия, Украина)"Свобода" выиграла более 10 % голосов избирателей, что дает электоральную поддержку одной из сторон, хорошо известной своей антисемитской риторики. Многие венгерские радикалы вступили в ряды Йоббик, откровенно антисемитской партии, в венгерском парламенте. Этот рост поддержки крайне правых идей в Западной и Восточной Европе привело к росту антисемитских актов, в основном нападениям на еврейские мемориалы, синагоги и кладбища, но и к ряду физических нападений на евреев.
В Восточной Европе антисемитизм в XXI веке продолжался с 1990-х годов. Распад Советского Союза и нестабильность новых государств привели к подъёму националистических движений и обвинению евреев в экономическом кризисе, захвате местной экономики и подкупа правительства, наряду с традиционными и религиозными мотивами антисемитизма(наветов крови например). Большинство антисемитских инцидентов были против еврейских кладбищ и зданий (общественные центры и синагоги). Тем не менее, было несколько нападений на евреев в Москве в 2006 году, когда неонацист ранил ножом 9 человек в Большой Бронной Синагоге , несостоявшийся взрыв бомбы в той же синагоге в 1999 году, угрозы в адрес еврейских паломников в Умань, Украина и нападение на меноры экстремистской христианской организацией в Молдове в 2009 году.
Европейцы обеспокоены антисемитизмом, потому что, исторически, общество с большой степенью антисемитизма приводит к саморазрушению. Кроме того, евреи Европы, как правило, присоединяются к демократической элите Европы, класс, чье будущее является неопределенным соотв. Economist Intelligence Unit. Это одна из причин, почему первый вице-президент Европейской комиссии Франс Тиммерманс заявил, что вопрос европейского антисемитизма важнее многих экономических, финансовых и рыночных вопросов, стоящих перед Европой.

### Антисемитизм среди мусульманского населения Европы
Провал ассимиляции общин мусульманских иммигрантов в Европе вместе с экономическими и социальными проблемами и распространением фундаменталистских идей среди мусульманской молодежи в Европе привело к радикализации внутри мусульманских общин и особенно среди молодежи. Это, вместе с эскалацией израильско-палестинского конфликта и провалом мирного процесса в Осло, евреев Европы все больше и больше воспринимают как промоутеров про-израильских идей. Таким образом, линия между антисемитизмом и антисионизмом размывается.
Ряд исследований, проведенных среди мусульманской молодежи в различных странах Западной Европы показал, что мусульманские дети имеют гораздо больше антисемитских идей, чем дети христиан. в 2011 году Mark Elchardus, бельгийский социолог, опубликовал отчет о голландском языке начальных школах в Брюсселе . Он обнаружил, что около 50-ти процентов учеников-мусульман во втором и третьем классе можно считать антисемитами, по сравнению с 10 % других. В том же году Unther Jikeli опубликовал свои выводы из 117 интервью с мусульманскими подростками мужского пола (средний возраст 19) в Берлине, Париже и Лондоне. Большинство опрошенных высказали некоторые, или сильные антисемитские настроения. Они выразили их открыто и часто агрессивно.
Большое количество насильственных антисемитских нападений в Европе были сделаны мусульманами. Несколько примеров этому явлению: убийство 4-х евреев в Тулузе в 2012 году Мохаммед Мера, в 1982 году нападение арабских террористов на еврейский ресторан Гольденберг в Париже, похищение и убийство французского гражданина Илана Халими в 2006 году мусульманской бандой и антисемитские бунты в Норвегии в 2009 году.
Восточная Европа меньше пострадала ростом исламского антисемитизма из-за гораздо меньшего числа мусульман, проживающих в этом районе. Тем не менее, в районах и странах, населенных мусульманами, например, на Кавказе имело место увеличение антисемитизма в результате арабо-израильского конфликта, таких, как попытка убийства еврейского учителя в Баку в 2012 году.

### Опрос общественного мнения
Резюме опроса 2004 года " Pew Global Attitudes Project " отметил, что " Несмотря на опасения по поводу роста антисемитизма в Европе, нет никаких признаков того, что антиеврейские настроения возросли за последнее десятилетие . Благоприятные рейтинги евреев на самом деле выше, в настоящее время в Франции, Германии и России, чем они были в 1991 году. Тем не менее, отношение к евреям в США лучше чем в Германии и России " .
По итогам опроса 2005 года, проведенного Антидиффамационной Лигой, антисемитские настроения всё ещё распространены в Европе. Более 30 % опрошенных указали, что евреи имеют слишком много власти в бизнесе, с ответами от минимума 11 % в Дании и 14 % в Англии до максимума 66 % в Венгрии, и более 40 % в Польше и Испании . По результатам религиозного антисемитизма, в среднем более 20 % европейских респондентов согласились с тем, что евреи несут ответственность за смерть Иисуса, с самым низким процентом во Франции(13 %) и самым высоким в Польше (39 %).
Согласно результатам опроса, проведенного Антидиффамационной Лиги в 2012 году, антисемитские настроения в десяти европейских странах остаются на " пугающе высоких уровнях ", достигая максимума в Восточной Европе и Испании, с большой частью населения придерживающейся классических антисемитских мнений, как «евреи имеют слишком много власти в бизнесе», «более лояльны к Израилю, чем своей собственной стране», или «слишком много говорят о том, что произошло во время Холокоста». По сравнению с аналогичным опросом Антидиффамационной Лиги, проведенным в 2009 году, несколько стран показали высокую степень общего уровня антисемитизма, в то время как в других был более скромный рост:
- Австрия : испытала небольшое снижение — до 28 % с 30 % в 2009 году.
- Франция: общий уровень антисемитизма увеличился до 24 % населения, по сравнению с 20 % в 2009 году.
- Германия: Антисемитизм увеличился на один процент, с 20 % до 21 % населения.
- Венгрия: Уровень вырос до 63 % населения, по сравнению с 47 % в 2009 году.
- Польша: число осталось без изменений, 48 процентов населения, показыва укоренившиеся антисемитские настроения.
- Испания: Пятьдесят три процента (53 %) процент населения, по сравнению с 48 процентами в 2009 году.
- Великобритания: антисемитские настроения подскочила до 17 процентов населения, по сравнению с 10 процентами в 2009 году.

### Научные исследования
2006 исследование в журнале Разрешения Конфликтов обнаружили, что хотя почти никто из респондентов в странах Европейского Союза не считал себя антисемитом, антисемитские мнения коррелируют с антиизраильскими настроениями. Глядя на население в 10 европейских странах , Чарльз А. Смолл и Эдвард Х. Каплан обследовали 5000 респондентов, спрашивая их о действиях Израиля и о классических антисемитских стереотипах. Исследователи задавали вопросы, как например, думают ли люди, что ЦАХАЛ преднамеренно целится в детей или отравляет ядом палестинские водные ресурсы.
Исследование показало, что «люди, которые верят антиизраильской пропаганде также склонны считать, что евреи не честны в бизнесе, имеют двойную лояльность, контролируют государство и экономику, и тому подобное.» Исследование показало что у антиизраильских респондентов есть на 56 % больше шансов быть антисемитами, чем у среднестатистического европейца.

## По странам

### Армения
В апреле 1998 года Игорь Мурадян, известный армянский политолог и экономист, опубликовал антисемитские статьи в одной из ведущих газет «Голос Армении». Мурадян утверждал, что история армяно-еврейских отношений была заполнена конфликтными проявлениями «арийцев против семитов». Он обвинил евреев в разжигании этнических конфликтов, в том числе спора по поводу Нагорного Карабаха и продемонстрировал заботу о безопасности Армении в свете хороших отношений Израиля с Турцией.
Армянский автор Ромен Епископян в своей книге «Национальная система», написанной на армянском и русском языках и презентованой в Союзе писателей Армении в 2003 году, в главе «Нация-убийца» назвал евреев «нация-разрушитель» и турок «нация убийц» в главе под названием «Величайшая фальсификация XX века». Он отрицает Холокост как миф, созданный сионистами, чтобы дискредитировать «арийцев» и отрицает существование газовых камер и их применение как средство массового уничтожения. Один из выступающих на мероприятии также предложил распространение книги в школах, чтобы «разработать национальную идею и понимание истории». Мероприятие было отмечено публичными обвинениями, что евреи были ответственны за Геноцид армян.
Аналогичные обвинения озвучил лидер националистической армянской партии арийского ордена (АОА) , Армен Аветисян, 11 февраля 2002 года, призвав объявить израильского посла Ривку Koэн персоной нон-грата в Армении за отказ Израиля дать массовым убийствам армян 1915 года равный статус с Холокостом. Кроме того, он утверждал что число жертв Холокоста было завышено.
Еврейский Совет Армении направил открытое письмо президенту Роберту Кочаряну, выражая свою глубокую озабоченность в связи с недавним ростом антисемитизма. Армен Аветисян ответил на это, публикуя ещё одну антисемитскую статью в газете «Иравунк», где заявил: «Любая страна, которая имеет еврейское меньшинство, находится под большой угрозой с точки зрения стабильности». Позже во время встречи с председателем Национального Собрания Армении Артур Багдасарян, глава Еврейского совета Армении Римма Варжапетян, настаивал на том, что правительство приняло меры по предотвращению дальнейших актов антисемитизма. Аветисян был арестован 24 января 2005 года. Несколько видных научных деятелей, таких как Левон Ананян (глава Союза писателей Армении) и композитор Рубен Ахвердян поддерживали Аветисяна и призвали властей освободить его. К их требованиям присоединились депутаты от оппозиции и омбудсмен Лариса Алавердян.
Мемориал жертвам Холокоста в Ереване неоднократно подвергался осквернению.

### Австрия
Доказательства присутствия еврейских общин в географической зоне, охватываемой сегодня Австрии можно проследить до XII века нашей эры. В 1848 году евреи получили гражданские права и право создавать автономную религиозную общину, но полные права гражданства были даны только в 1867. В атмосфере экономической, религиозной и социальной свободы, еврейское население выросло с 6000 в 1860 году до почти 185000 в 1938. в марте 1938 года, Австрия была аннексирована нацистской Германии и тысячи австрийцев и австрийских евреев, которые выступали против нацистского режима были отправлены в концентрационные лагеря. Из 65000 венских евреев, депортированных в концлагеря, только около 2000 выжили, в то время как около 800 пережили Вторую мировую войну в укрытии.
Антисемитизм не прекратил свое существование в период после Второй мировой войны и по-прежнему был частью австрийской политической жизни и культуры, особенно в политических партиях и средствах массовой информации. Бернд Марин, австрийский социолог, охарактеризовал антисемитизм в Австрии после 1945 года как «антисемитизм без евреев», так как евреи составляли только 0,1 процента населения Австрии. Антисемитизм был сильнее в тех районах, где евреи больше не жили и где раньше практически никто из евреев не жил, и среди людей, которые ни имели и не имеют каких-либо личных контактов с евреями.
Так как послевоенное предубеждение против евреев было публично запрещено и табуированно, антисемитизм был на самом деле «антисемитизм без антисемитов» и другие выражения должны были быть найдены ему в австрийских политиях. В 80-х ', табу на открытое выражение явно антисемитских убеждений оставалось, но средства обхода его лингвистически расширились. Таким образом, само по себе табу потеряло часть своей значимости и скрытые антисемитские предрассудки начали все чаще появляться в общественных местах. Таким образом, антисемитизм редко выражалось словесно и напрямую, а скорее использовались закодированные выражения, отражающие одну из важнейших характеристик страны — амбивалентность и двусмысленность по отношению к своему прошлому.
Сегодня еврейская община Австрии насчитывает около 8000 человек.

### Бельгия
Евреи проживали в Бельгии с 1-го века нашей эры. Эта ранняя еврейская община сильно пострадала от антисемитизма в виде изгнаний, погромов и массовых убийств и практически исчезла в XIV веке.
В 16-м веке, после изгнания евреев из Испании, многие сефарды обосновались в Бельгии.
До Второй Мировой войны еврейская община Бельгии составляла более шестидесяти тысяч человек и с тех пор уменьшилась наполовину.
В 30-е и 40-е годы, нацистские гонения принесли в Бельгию евреев из других стран Европы. Местная Бельгийская полиция проводила облавы на евреев во время немецкой оккупации, помогая фашистам.
На сегодняшний день, антисемитские нападения в Бельгии исходят главным образом от мусульман.

### Венгрия

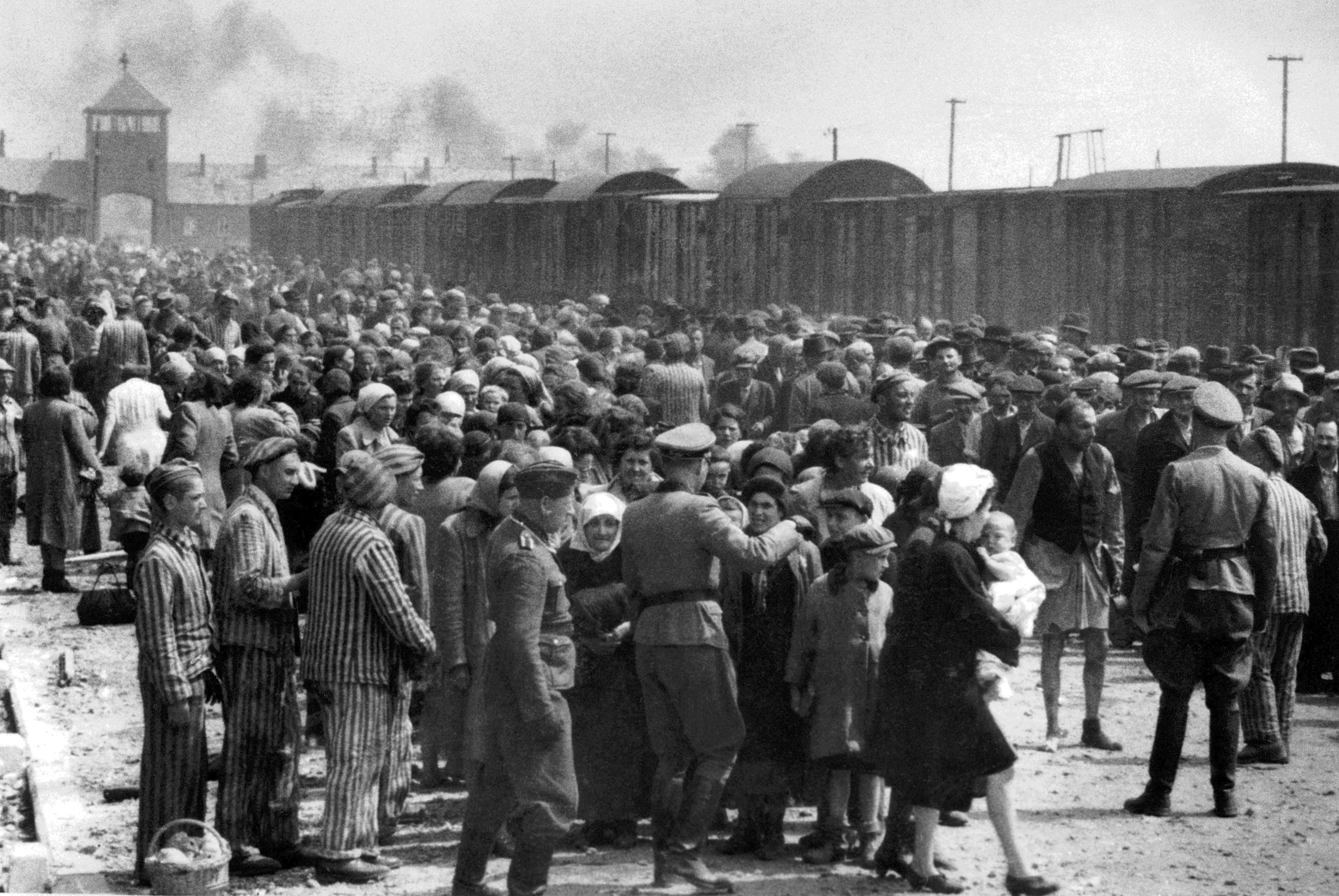
Венгерские евреи на Юденрампе (еврейский пандус) после высадки с транспортных поездов, которые будут отправлены обратно — вправо — означает труд; влево — газовые камеры. Фото из альбома Освенцим (май 1944 года)

Венгрия была первой страной после нацистской Германии, принявшей антиеврейские законы. В 1939 году были зарегистрированы все венгерские евреи. В июне 1944 года венгерская полиция депортировала почти 440 тыс. евреев в более чем 145 поездов, главным образом в Освенцим.
Антисемитизм в Венгрии проявляется главным образом в ультраправых публикациях и демонстрациях. Сторонники венгерской партии справедливости и бытия (англ. Hungarian Justice and Life Party) продолжали традицию кричать антисемитские лозунги и разрывать флаг США на клочья на своих ежегодных митингах в Будапеште в марте 2003 и 2004 годах, в ознаменование революции 1848-49 годов. Кроме того, во время демонстраций, посвященных годовщине восстания 1956 года, из правого крыла были услышаны посткоммунистическая традиция, отмеченная левыми и правыми политического спектра, антисемитские и антиизраильские лозунги, такие как обвинение Израиля в военных преступлениях. Правоцентристы традиционно держатся на расстоянии от правых Цурки (англ. István Csurka) и других ультраправых демонстраций.
В 2012 году опрос, проведенный Антидиффамационной лигой, показал, что 63 % населения Венгрии придерживаются антисемитских настроений.

### Германия

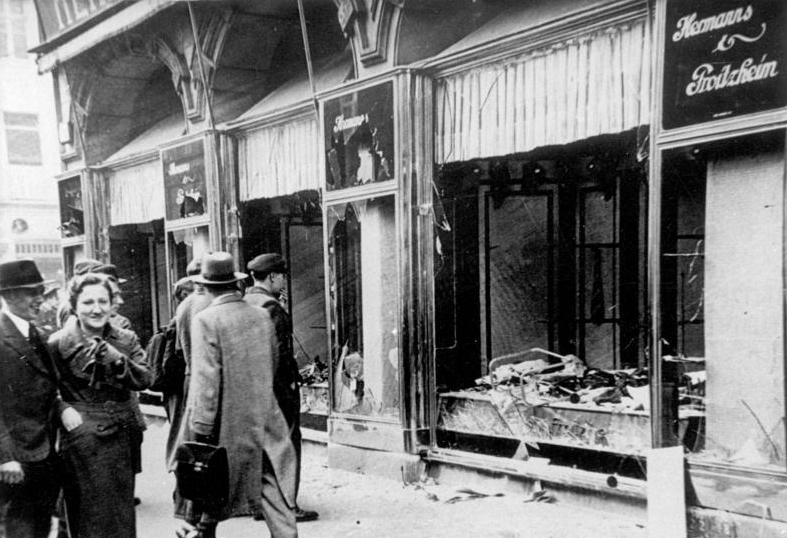
Немцы улыбаются, идя мимо еврейского магазина, поврежденного в Хрустальной ночи, Магдебург, 1938

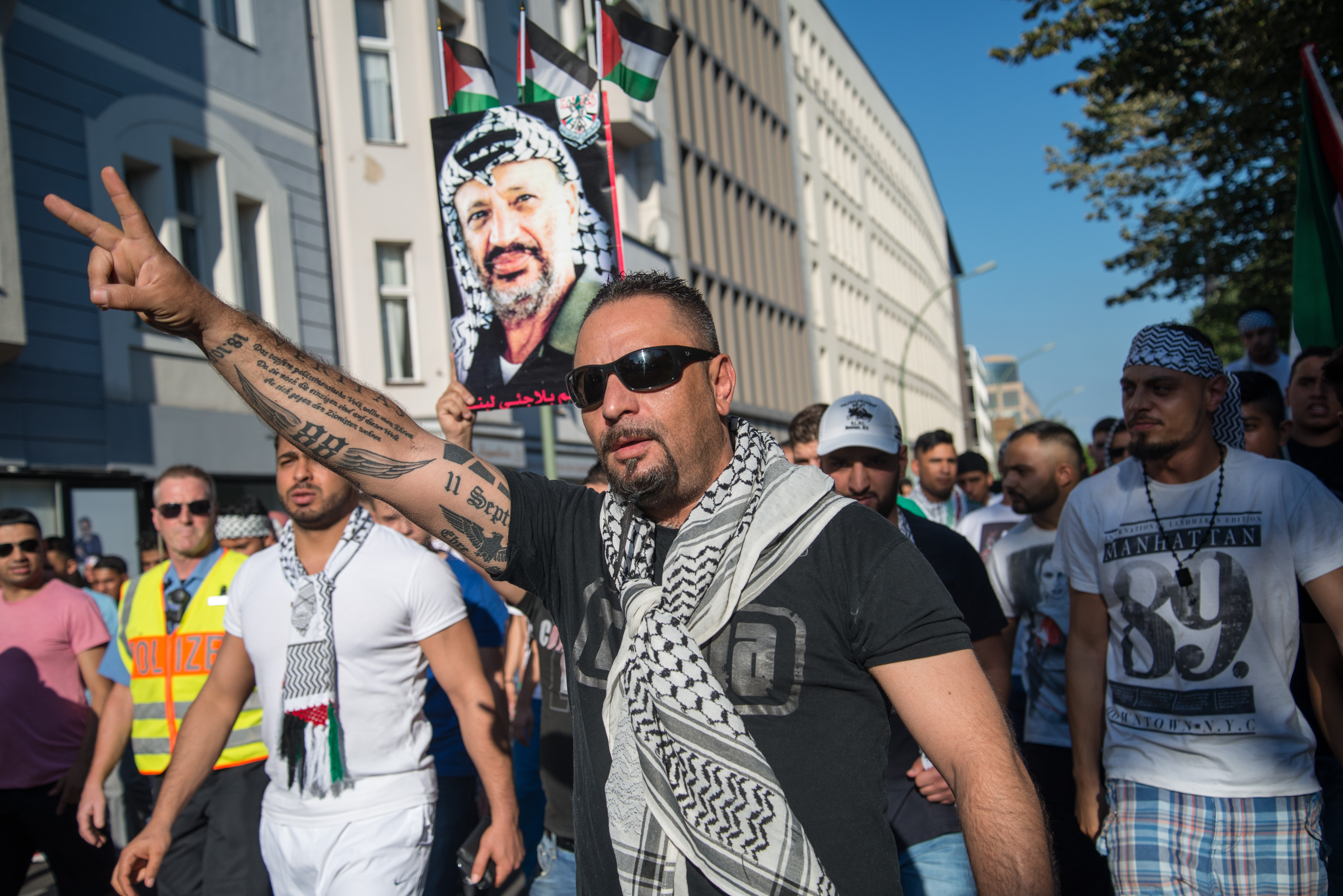
Антисемитский демонстрант в Берлине с нацистской татуировкой, 2014

С раннего Средневековья и до XVIII века еврейские поселенцы в Германии подвергались многим преследованиям, а также кратковременным временам толерантности.
Хотя XIX век начался с серии беспорядков и погромов против евреев, эмансипация последовала в 1848 году, так что к началу XX века евреи в Германии были наиболее интегрированными в Европе. 

Ситуация изменилась в начале 1930-х годов с ростом влияния нацистов и их явно антисемитской программы. Риторика ненависти в которой еврейские граждане назывались «грязными евреями», стала распространенной в антисемитских брошюрах и газетах, таких как «Фёлкишер Беобахтер» и «Дер Штюрмер». Кроме того, на евреев была возложена вина за поражение Германии в Первой мировой войне (см. Легенда об ударе ножом в спину).
Антиеврейская пропаганда быстро распространялась. Нацистские мультфильмы часто изображали «грязных евреев»: неопрятных, физически непривлекательных и плохо одетых, в традиционных религиозных одеждах, подобных тем, которые носят хасидские евреи. Статьи, атакующие евреев концентрируясь на коммерческой и политической деятельности видных еврейских личностей, также часто обвиняли евреев в ритуальных убийствах (см. кровавый навет).

Нацистская антисемитская программа быстро расширилась за пределы речи. Начиная с 1933 года, репрессивные законы были приняты против евреев, кульминацией которых стали Нюрнбергские законы, лишившие евреев большинства гражданских прав на почве расового определения, основанном на родовом происхождении, а не каком-либо религиозном определении того, кто был евреем. Спорадическое насилие в отношении евреев стало широкораспространенным в результате беспорядков Хрустальной ночи, которые предназначались для еврейских домов, предприятий и, убивая сотни людей по всей Германии и Австрии. Антисемитская пропаганда завершилась геноцидом европейских евреев, известным как Холокост.
В 1998 году Игнац Бубиш (Ignatz Bubis)[кто?] сказал, что евреи не могут свободно жить в Германии.
В 2002 году историк Джулиус Шопс сказал, что «резолюции немецкого парламента об отказе от антисемитизма это полный бред» и «все эти неэффективные действия представлены миру как сильная защита от обвинения в антисемитизме. Никто не интересуется этими вопросами всерьёз. Никому до них нет дела»

### Польша
В Польше антисемитизм существовал и активно поддерживался как до (см. Убийство Габриэля Нарутовича), во время, так и после Войны.